# Braunlage
Braunlage (pronunciación en alemán: /bʁaʊ̯nˈlaːɡə/ⓘ) es un municipio situado en el distrito de Goslar, en el estado federado de Baja Sajonia (Alemania), a una altitud de 560 metros. Su población a finales de 2016 era de unos 2800 habitantes y su densidad poblacional, 220 hab/km².
Se encuentra ubicado a poca distancia al oeste de la frontera con el estado de Sajonia-Anhalt, y al sur de la ciudad de Salzgitter.

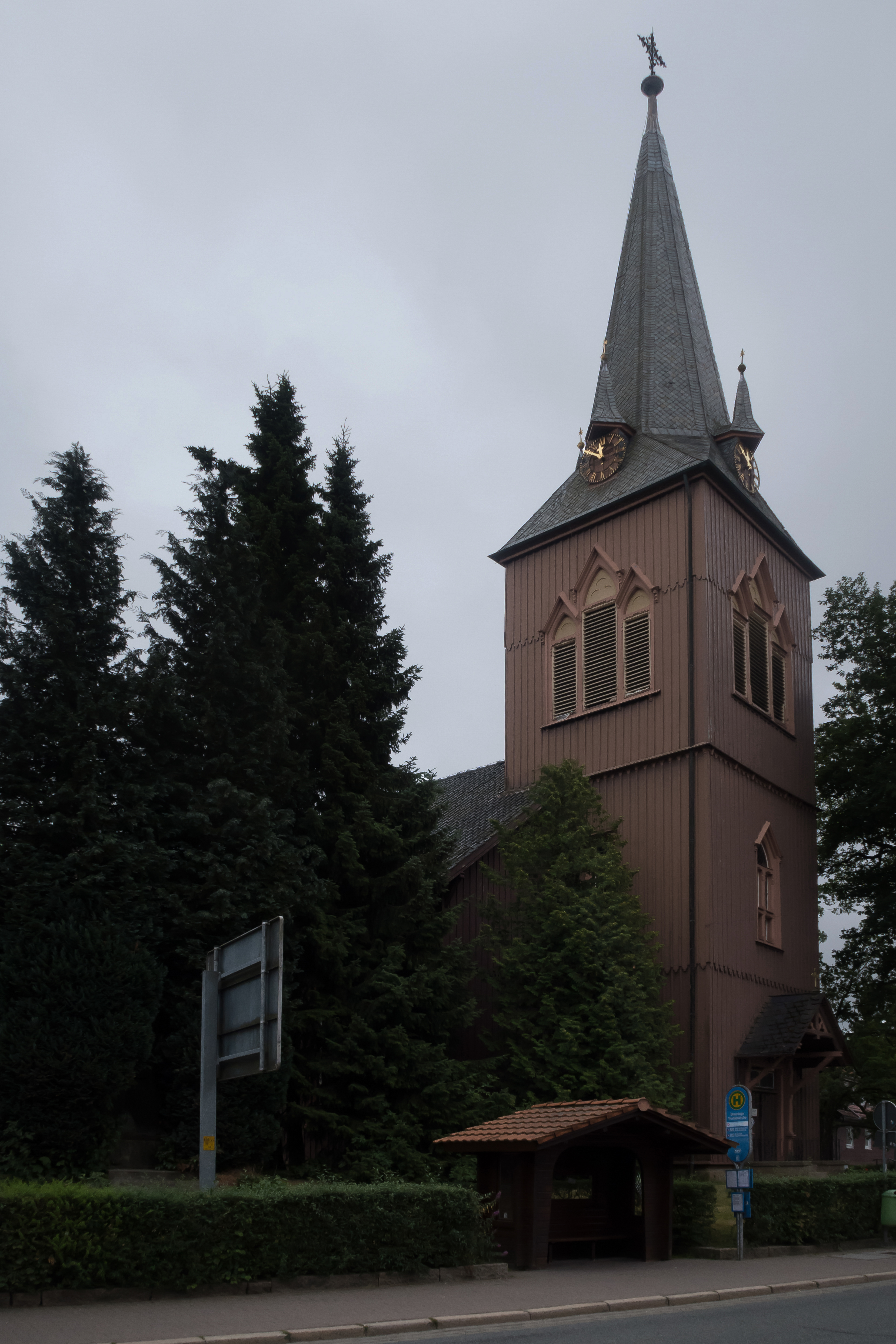
Braunlage, la iglesia: Trinitatis-Kirche

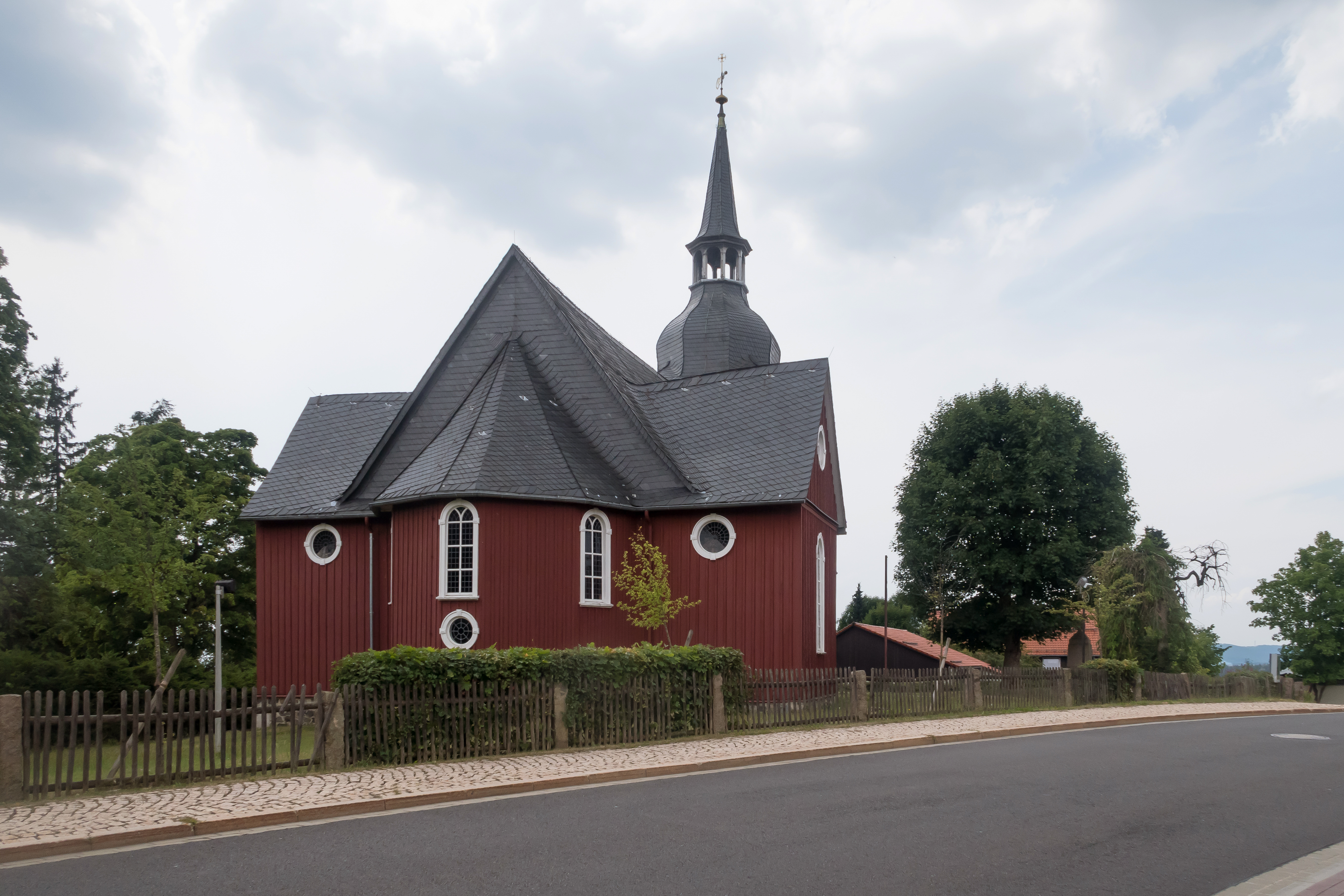
Hohegeiss, la iglesia protestante: Kirche Zur Himmelspforte